# Barma (peuple)
Pour les articles homonymes, voir Barma.

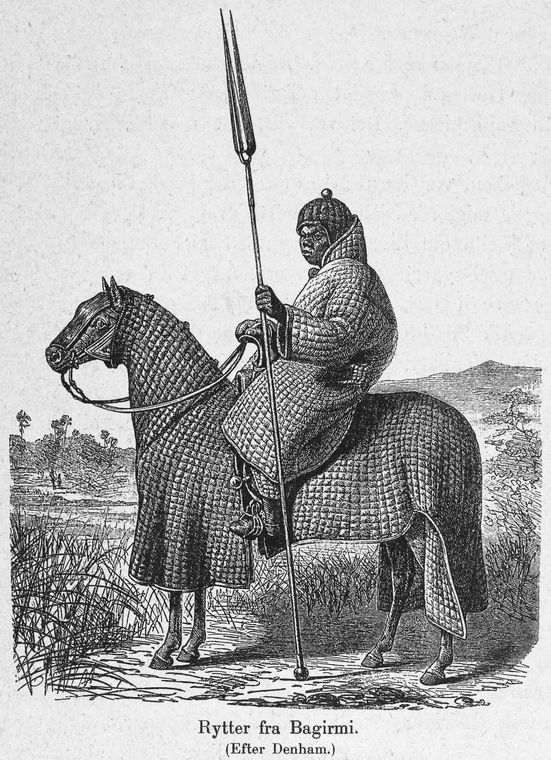
Bagirmi, La cavalerie en Afrique, Représentations d'indigènes dans les œuvres européennes, Gambeson

Les Barma sont une population d'Afrique de l'Ouest vivant au Tchad et au Nigeria.

## Ethnonymie
Selon les sources et le contexte, on observe de multiples autres formes : Bagarmi, Baghirmi, Bagirmi, Bagirmis, Bagrimma, Baguirme, Baguirmiens,  
Baguirmi, Baguirmis, Barmas, Bauirmi, Lisi, Lis, Masa Guelengdeng, Mbara, Mbarma, Tar Bagrimma, Tar Barma.

## Langue
Leur langue est le barma (ou bagirmi), une langue tchadienne, dont le nombre de locuteurs était estimé à 44 800 lors du recensement de 1993 au Tchad.